# 太祖宥鄂爾果尼洛科
「太祖宥鄂爾果尼洛科」は、建州女直酋長ヌルハチ (後の清太祖) が董鄂ドンゴ部の齊吉答チギダ・瓮郭落オンゴロ二城を落とした戦役。

## 経緯

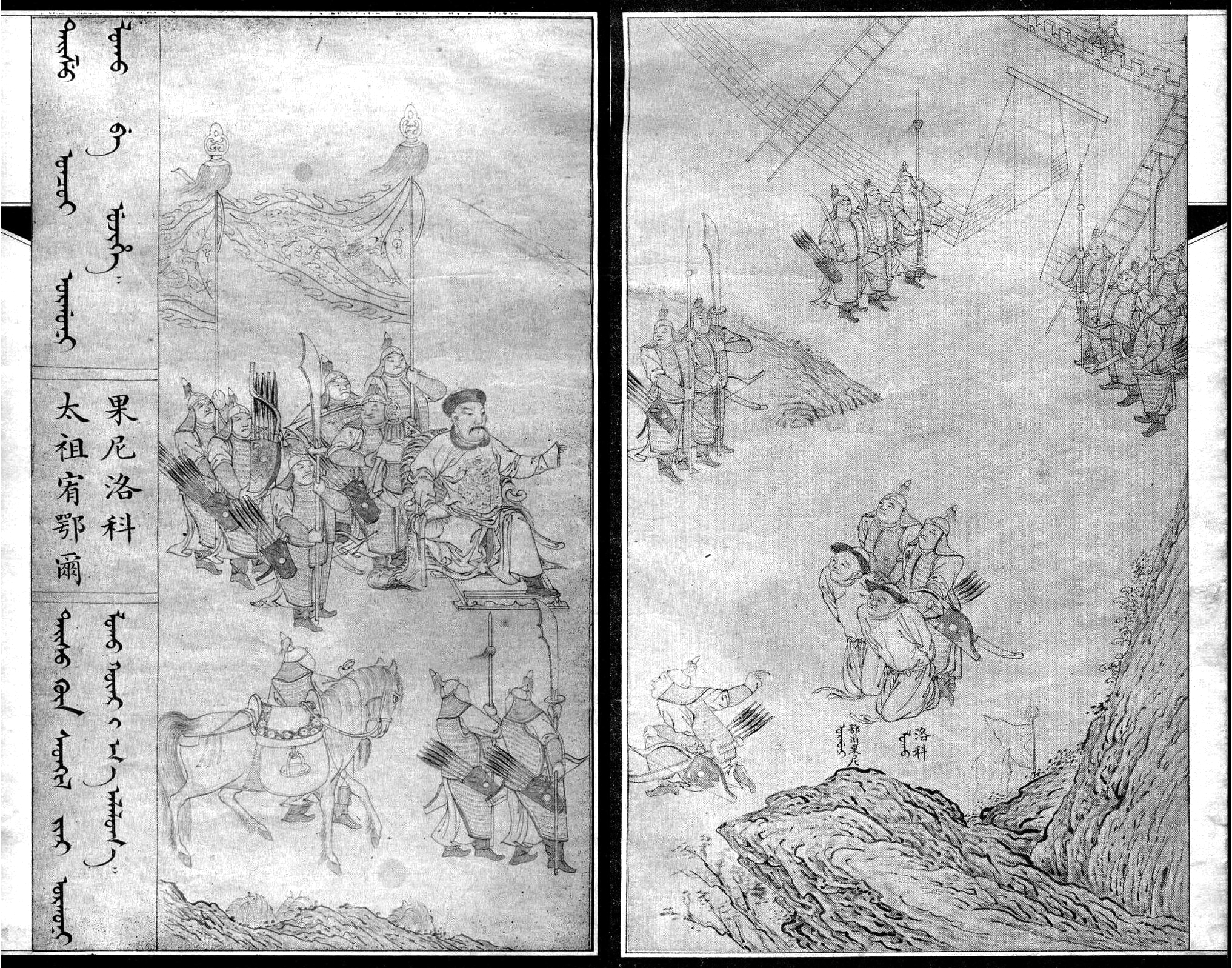
左：ヌルハチ/ 右：(左から) オルゴニ、ロコ (『滿洲實錄』巻2「太祖宥鄂爾果尼洛科」)

薩木占サムジャンに妹夫エフを殺されたことでハダ･グルンとの溝をますます深めたヌルハチに対し、董鄂ドンゴ部の諸酋長ベイレは寄り合いを開いてヌルハチ討伐を議決した。ドンゴ部はその昔、アハナ (ヌルハチ大叔父・寶實ボオシの子) との一件で寧古塔貝勒ニングタ･ベイレ(ヌルハチ祖父ギョチャンガら六人兄弟) と抗争状態となり、ハダ国主ベイレワン･ハンの兵を借りたニングタ･ベイレがドンゴを破ってその所領を奪取したことを爾来恨みに思っていた。そこで、ハダとヌルハチの間の反目に乗じてまづはヌルハチを始末しようと、蟒血 (毒蛇の血) で鏃を淬にらぎ、戦闘準備を進めていたが、ドンゴ部に内訌が起り、計画は頓挫した。それを聞いたヌルハチは、ドンゴ部が再び団結する前に先制攻撃をしかけて叩き潰そうと考えた。
明万暦12年1584旧暦9月、ヌルハチは兵500を率いて齊吉答チギダ城に侵攻した。齊吉答チギダ城主・阿海巴顏アハイ･バヤンは兵400を以て籠城した。ヌルハチは城を包囲し、懸樓と城周辺の房屋に盡く火を放った。城がもう間も無く陥ちようかというころ、突然大雪が舞い始めた。ヌルハチは攻撃を止めて兵を退却させると、自身は12人を連れて火煙の中に身を蔵した。ヌルハチは退却したものと思ったアハイらはヌルハチの策略に嵌ってまんまと城門を開放し、軍を出動させた。ヌルハチは待っていましたとばかり奇襲をかけてドンゴ兵を蹴散らし、四人を斬伐、鎧甲を二着鹵獲して撤収した。

### ヌルハチ被弾
凱旋の途上、王甲 (完顔)ワンギャ部の孫扎秦光滾スンジャチン･グァングンなる者がヌルハチに謁見し、ワンギャ部の仇敵である瓮郭落オンゴロを征討するのに一旅団派遣してほしいと言ってきた。スンジャチン･グァングンはオンゴロの人に曾て捕縛されたことを恨みに思っていた。ここまで来た以上は、機に乗じてオンゴロを平定してしまうもよし。そう考えたヌルハチは、スンジャチン･グァングンとともに出兵し、星の瞬く夜闇を進軍した。ところがスンジャチン･グァングンの甥 (兄の子)・戴度墨爾根ダイドゥ･メルゲンがこれをオンゴロ側に密告したため、オンゴロ城は兵を中にもどして城門を閉ざしてしまった。
ヌルハチ軍が至って攻城戦が始まると、懸楼と城周辺の家屋に火が放たれた。ヌルハチは弓矢で城内の兵を狙撃しようと家屋の屋根にのぼったが、その時、鄂爾果尼オルゴニなる者の城内から放った矢がヌルハチに命中した。矢はヌルハチの兜を貫通して頭部に半寸約1.5cmほど突き刺さった。ヌルハチはその矢を引き抜き、走り去るオルゴニめがけて放った。弦の音が鳴るや放たれた矢がオルゴニの腿を貫き、オルゴニはその場に倒れ臥した。その後もヌルハチは頭部の血が足下に血溜まりを作るのも構わず矢を放ち続けたが、今度は羅科ロコなる者の燃え盛る炎と煙の蔭から放った矢が命中した。矢はヌルハチの頸部にあたり、鎖頭巾を貫いて突き刺さった。鏃は鉤のような返しがあり、ヌルハチが引き抜くと肉がいくらか抉られ、血ととも肉塊が落ちた。
諸将は重傷を負ったヌルハチの許にかけより屋根から降ろそうとしたが、敵に悟られることを案じたヌルハチは扶けを拒み、片手で頸から噴き出す血を圧えつつ、もう片方の手で弓を支えになんとか降りた。二人に支えられたヌルハチはたちまち気絶して倒れ込み、その後、甦生と気絶を繰り返した。一昼夜とまらなかった血は翌日の未の刻14:00前後にようやくとまり、峠を越したヌルハチは諸将をオンゴロにのこして帰還した。

### オンゴロ落城
傷が癒えたヌルハチは再び兵を率いてオンゴロ城攻防戦に復帰し、城を陥落させた末にオルゴニとロコを捕えた。諸将が二人を誅殺すべしと主張する中、ヌルハチはそれを遮って曰く、
```
兩敵の鋒を交ふるに、志は勝ちを取らむとするに在り。彼其の主と爲れば、乃ち我を射たり。今我が用と爲らば、又我が爲に敵を射ざらむや。此の如き勇敢なる人、若し陣に臨みて鋒鏑に死なば、猶ほ將に之を惜むべし。奈何にして我を射たるを以て故に之を殺さむや。
```

(交戦時に両軍が欲するは捷利であり、彼は敵軍の将たればこそ我を狙撃したが、我が軍の将とならば、我らが敵を狙撃せぬことがあろうか。かくも勇敢なる人は、陣中で殺されてもその死は惜しいのに、敵として私を狙撃したという当たり前のことを理由に殺してしまうのは如何なものか。) そう言うと、二人を牛彔額眞ニルイ･エジェンに任命し、兵300人をあたえたて厚遇した。

## 脚註

### 典拠
1. ↑  “【淬】サイ”. 漢字典 第四版. 旺文社. "①にら-ぐ。焼を入れる。刀などを鍛えるときに、質を堅くするために鉄を赤く熱して水に入れる。＝焠サイ。「淬礪サイレイ」"
2. ↑  “甲申歲萬曆12年1584 6月1日段288”. 太祖高皇帝實錄. 1
3. 1 2 3 4 5  “諸部世系／滿洲國／甲申歲萬曆12年1584 6月段27”. 滿洲實錄. 1
4. ↑  胡, 增益 (1994). “ᠮᠠᡨᡠᠨ matun”. 新满汉大词典. 新疆人民出版社. p. 528. "〔名〕放在城头上供人站立的板子；城头站板，悬楼"
5. 1 2 3 4 5  “甲申歲萬曆12年1584 9月1日段289-290”. 太祖高皇帝實錄. 1
6. ↑  安, 双成 (1993). “ᡤᡠᠸᠠᠩᡤᡠᠨ guwanggun”. 满汉大辞典. 遼寧民族出版社. p. 989. "〔名〕光棍，①无妻室的单身。②清代专指无赖之徒，如恶棍、地棍、痞棍等。"
7. ↑  安, 双成 (1993). “ᠮᡝᡵᡤᡝᠨ mergen”. 满汉大辞典. 遼寧民族出版社. p. 757. "〔形〕①聪明的，聪慧的，聪颖的，贤哲的，明智的。②巧的，能干的，能说会道的。③神明的，非凡的。④睿，封谥等处用语。〔名〕贤人，贤哲，贤达。"
8. ↑  “乙酉歲萬曆13年1585 段28”. 滿洲實錄. 2

### 註釈
1. ↑  註釈：城壁上に板を渡して兵が立てるようにしたもの。[4]櫓の一種か。
2. ↑  註釈：満洲語「guwanggun」には「光棍」ともあてられる。普通話では単身者の意味で用いられることが多い (大陸では11月11日を光棍節と呼んで独身を祝う) が、清代の「光棍」はならず者、無頼者の意。[6]但し、ここでも無頼者の意味を指すかは不明。また、満洲語「sunjaci」は五番目の意だが、「sunjacin」については不詳。
3. ↑  註釈：『太祖高皇帝實錄』「一旅」、『滿洲實錄』「一旅之師」。
4. ↑  註釈：『滿洲實錄』のみここだけ「有光袞兄子岱度」として「スンジャチン」を略している。
5. ↑  註釈：満洲語「mergen」は一種の尊称。[7]

## 文献

### 實錄
＊中央研究院歴史語言研究所
『清實錄』
- 編者不詳『滿洲實錄』乾隆46年1781 (漢) 
  - 『ᠮᠠᠨᠵᡠ ᡳ ᠶᠠᡵᡤᡳᠶᠠᠨ ᡴᠣᠣᠯᡳmanju i yargiyan kooli』乾隆46年1781 (満) ＊今西春秋訳版
    - 今西春秋『満和蒙和対訳 満洲実録』刀水書房, 昭和13年1938訳, 1992年刊
- 覚羅氏勒德洪『太祖高皇帝實錄』崇徳元年1636 (漢)

### 史書
- 稻葉岩吉『清朝全史』上巻, 早稲田大学出版部, 大正3年1914
- 趙爾巽『清史稿』清史館, 民国17年1928 (漢) ＊中華書局版
- 孟森『清朝前紀』民国19年1930 (漢) ＊商務印書館版

### Web
- 栗林均「モンゴル諸語と満洲文語の資料検索システム」東北大学
- 「明實錄、朝鮮王朝実録、清實錄資料庫」中央研究院歴史語言研究所 (台湾)